# Вовчоріцька волость
Вовчоріцька волость — історична адміністративно-територіальна одиниця Кобеляцького повіту Полтавської губернії з центром у селі Великий Кобелячок.
Станом на 1885 рік — складалася з 25 поселень, 10 сільських громад. Населення — мешкало 7733 особи (3763 чоловічої статі та 3970 — жіночої), 1105 дворових господарств.
|                     | Площа, десятин | У тому числі орної, десятин |
| ------------------- | -------------- | --------------------------- |
| Сільських громад    | 3631           | 3815                        |
| Приватної власності | 6395           | 4320                        |
| Іншої власності     | 102            | 102                         |
| Загалом             | 14314          | 11443                       |

Основні поселення волості:
- Великий Кобелячок — колишнє державне село при струмку Великий Кобелячок за 25 верст від повітового міста, 1000 осіб, 160 дворів, православна церква, 2 школи, 3 постоялих будинків, 26 вітряних млинів.
- Марківка (Грапівка) — колишнє власницьке село при річці Кобелячок, 750 осіб, 133 дворів, православна церква, постоялий будинок, 4 вітряних млинів.
- Попово — колишнє власницьке село, 845 осіб, 135 дворів, школа,  постоялий будинок, 6 вітряних млинів.
- Супротивна Балка — колишній державний хутір при Супротивній балці, 650 осіб, 103 двора, постоялий будинок, 8 вітряних млинів.